# Noisia
Noisia (стилизованное написание — «NOISIΛ» (перевернутое на 180° слово «VISION»)) — нидерландское трио из Гронингена, Нидерланды, игравшее в таких музыкальных стилях как драм-н-бейс, брейкбит и нейрофанк.

## Карьера

### 2003–06: Формирование и ранние релизы
Участники встретились на почве увлечения граффити в школе. Ник и Тайс подружились в 1998 году, увлекаясь драм-н-бейс, начали делать какие-то свои мелодии и вскоре это переросло в серьёзную страсть. Мартейн был в команде соперников, и до объединения Ник и Тейс ненавидели Мартейна. После нескольких совместных проектов с Мартейном, который тоже был вовлечён в музыку (он единственный из группы, который имеет классическое фортепьянное музыкальное образование, также увлекался хип-хопом), его приняли в коллектив и образовалось трио.
Первые треки в стилях электро и брейкбит выпускали под разными именами, например Drifter и Hustle Athletics. Название группы было придумано после того, как ребята увидели перевернутую видеокассету с надписью Vision. Посчитав это очень крутым знаком, парни решили назвать себя Noisia. Одни из лидеров драм-н-бейс (нейрофанк) сцены, а также имеют множество релизов в жанрах хаус и брейкбит
Первым лейблом, которым заинтересовались Noisia, был Shadow Law Recordings, принадлежащий Mayhem. Таким образом, в феврале 2003-го вышел первый релиз Noisia — «Tomahawk» (Noisia & Mayhem on Paul Reset’s Nerve Recordings). После этого релиза понеслась слава.
В 2006 году Робби Уильямс заинтересовался Noisia и попросил сделать ремикс на его кавер-версию трека от Manu Chao «Bongo Bong» и «Je Ne T’Aime Plus», ремикс которого вскоре вышел на небезызвестном лейбле EMI. Брейкбит ремикс на трек Moby «Alice» получил много отзывов и был оценен самим Moby: «Мы сделали отличные ремиксы на "Alice", один из моих любимых — это драм-н-бейс ремикс от Noisia».

### 2007–09: Коммерческий прорыв и продюсирование
В начале 2007 года Noisia спродюсировали альбом Tasha Baxter «Colour of Me». Ребята познакомились с Ташей и Андре в интернете, и после совместных демок дуэт подписал контракт с EMI South Africa. Проект разрабатывался больше года, и окончанием сотрудничества стал 'сладкий' альбом, сочетающий в себе рэгги, драм-н-бейс и поп-музыку.
В июне 2008 года был выпущен диск Fabric Live (от ночного клуба Fabric, Лондон), содержащий достаточное число треков Noisia в разных стилях и темпах.
В феврале 2009 года Noisia сделали ремикс на трек от The Prodigy 'Omen'. Чуть позже в поддержку этого сингла и ремикса, ребята дали несколько выступлений.
Продюсировали альбомы KRAUSE в 2009, Hadouken! в 2010 году.

### 2010–15: Split the Atom и I Am Legion
В 2011 году принимали участие в записи альбома Korn — Path of Totality.
Принимали активное участие в шуточном нидерландском хип-хоп проекте De Huilende Rappers в 2014 году.
В 2013 году, Noisia совместно с хип-хоп дуэтом Forreign Beggars сообщили об открытии совместного проекта под названием I Am Legion. 15 июля на лейблах OWSLA, Division, Par Exsellence вышел дебютный сингл Make Those Move.

### 2015–2018: Outer Edges
У Noisia были релизы на большинстве известных драм-н-бейс лейблов, таких как: Subtitles, Moving Shadow, Ram Records, Virus Recordings и Renegade Hardware. Также сотрудничали с такими продюсерами, как Cause 4 Concern, Teebee, Phace, Black Sun Empire and Bad Company UK. Делали ремиксы на Konflict’s Messiah, Pendulum The Freestylers' Painkiller, Alice от Moby, Omen и Smack My Bitch Up от Prodigy.
Noisia основали и управляют тремя музыкальными лейблами: Vision Recordings, предназначнный для драм-н-бейс музыки, и его сестринский лейбл Division Recordings, специализирующийся на электро-хаусе, брейкбите, фьюче-битс, халфтайме и других жанрах., и Invisible Recordings, который направлен как на более глубокое звучание, так и на джамп-ап музыку.
Noisia также написали музыку для нескольких короткометражек и компьютерных игр, таких как Midnight Club 3: Dub Edition, Wipeout Pulse и DmC: Devil May Cry (2013). Трек «The Tide» был использован в Dance Dance Revolution Universe 2.

### 2019—2022: Closer. Распад
17 сентября 2019 года в Twitter было выложено сообщение о распаде проекта Noisia.
Вместе с сообщением о распаде Noisia анонсировали прощальный тур, в рамках которого в течение 2020 года они должны были отыграть свои сеты в странах и на фестивалях, которые для них были важны в их карьере. Из-за пандемии COVID и невозможности выступать тур был продлён до середины 2022 года.
В апреле 2022 года трио анонсировало третий и финальный альбом Closer.
21 августа 2022 года Noisia отыграли свой последний сет в рамках прощального тура.

## Участники
- Ник Роос (нидерл. Nik Roos)
- Мартайн ван Сондерен (нидерл. Martijn van Sonderen)
- Тайс де Влигер (нидерл. Thijs de Vlieger)

## Заслуги и награды
- После ремикса на The Freestylers от Pendulum в 2006 и ремикса на трек от Робби Вильямса в 2007, в 2008 Моби попросил ребят сделать ремикс на трек «Alice».
- Первый поп-альбом, спродюсированный Noisia, «Colour of Me» от Tasha Baxter (2007), выиграл две Южно-Африканские награды: лучший поп-альбом и лучший новый артист.
- Игра от Sony Playstation «Wipeout» включает в себя трек «Seven Stitches», написанный специально для последнего издания игры — Wipeout Pulse. «Seven Stitches» был выпущен вместе с треком «Groundhog», который появился в игре Motorstorm 2.